# Ленский район (Свердловская область)
Ленский район — административно-территориальная единица в составе Свердловской области РСФСР, существовавшая в 1946—1956 годах. Административный центр — село Ленское.
Ленский район был образован 22 февраля 1946 года Указом Президиума Верховного Совета РСФСР. В его состав были переданы Бесихинский, Благовещенский, Бушлановский, Ветошкинский, Дымковский, Жуковский, Калачинский, Кондрахинский, Кумарьинский, Лебедевский, Ленский, Мингалевский, Неймышевский, Санкинский, Усениновский и Чукреевский сельсоветы Туринского района.
В 1954 году Неймышевский сельский совет был присоединён к Ленскому, Лебедевский — к Усениновскому, Мингалевский — к Чукреевскому, Бесихинский — к Дымковскому, Ветошкинский и Кондрахинский — к Благовещенскому.
24 мая 1956 года Ленский район был упразднён, а его территория включена в Туринский район.